# Sony Ericsson Xperia X8
Sony Ericsson XPERIA X8是索尼愛立信在2010年第三季時推出的Android智能手机。是屬於當時的Sony Ericsson XPERIA X10和Sony Ericsson XPERIA X10 pro之間的中價產品 。

## 規格[2]
- 通信系統：HSDPA／UTMS／GSM四頻
- 螢幕：3" TFT 320x480
- 處理器：Qualcomm MSM7227 600MHz
- 系統：Android 1.6（2010年第四季開始提供Android 2.1的更新版本）
- 相機：320萬畫素
- 上市日期：2010年9月

## 相似手機
- Sony Ericsson Walkman W8